# Søren Larsen
Søren Larsen (Køge, Dinamarca, 6 de setembre de 1981) és un futbolista danès. Va començar com a futbolista al Køge BK.

## Biografia
Larsen començà la seua carrera al club danès del Køge Boldklub a Køge, Dinamarca. En 2001, fou venut al diverses voltes campió del campionat danès Brøndby IF en la primera divisió de la Lliga danesa de futbol. Al Brøndby no tingué molt d'èxit, i només va jugar un partit en la temporada 2001–02 de la Superliga, el qual el Brøndby guanyà, encara que es feu molt conegut per la seva celebració fent el mort, resultat del qual acabà vilment lesionat. Fou enviat cedit al club danès del BK Frem pel llavors entrenador del Brøndby Michael Laudrup. El 2004, fou venut al club suec del Djurgårdens IF, jugant sols 2 partits abans de ser apartat de l'equip pel que restava del 2004 per una lesió d'engonal. Quan el Djurgården guanyà en 2005 la Copa sueca i l'Allsvenskan del 2005, Larsen fou un jugador clau fins que fou venut.
Després de dos mesos llargs de controvèrsia Larsen fou venut a l'equip alemany del FC Schalke 04 el 31 de juliol del 2005, signant un contracte de quatre anys. Al Schalke 04, se guanyà el malnom de "Der Dänische Joker" (El Comodí Danès), "El Bombarder Ros" i "Die Waffe" (L'Arma), referint-se a la seua habilitat d'entrar substituint i marcar el gol de l'empat o guanyador. Això no obstant, no fou capaç de mantenir les bones actuacions a causa de les seues lesions, i més tard va perdre el seu lloc en l'equip Schalke. S'afartà del seu paper en la banqueta i decidí buscar un nou club.
El 18 de juliol de 2008 anà al Toulouse FC com a reemplaçament per l'ixent Johan Elmander. El 24 de gener de 2009, Søren marcà els seus primers quatre gols pel club en una victòria per 8-0 front l'equip amateur del Schirrhein en la Coupe de France del 2008-09, però després d'un any se tornà cap a Alemanya i signà per una cessió d'un any amb el MSV Duisburg.